# Van Veengrijper

gesloten Van Veengrijper

De Van Veengrijper of Van Veenbodemhapper is een instrument om bodemmonsters (sedimentmonsters) te nemen in water. Het is een grijper van roestvast staal. Monsters kunnen genomen worden tot twintig centimeter diepte met een volume van ongeveer 0,1 m2. De lichte versie is een low tech instrument en weegt ongeveer vijf kilo, en kan in handbagage worden meegenomen. De grijper is uitgevonden door Johan van Veen rond 1933 .
Met deze grijper kunnen alleen geroerde monsters genomen worden, dit in tegenstelling tot een kernboorsysteem.

## Mechanisme
Als men de Van Veengrijper in het water laat zakken zijn de twee armen met de grijperarmen uitgespreid, zoals bij een open schaar. De armen worden geblokkeerd in deze positie en komen los als het instrument de grond raakt. Als het instrument aan het touw weer wordt opgehaald sluiten de grijpers zich en wordt een hap grond genomen. De grijpers sluiten zich volledig en het monster wordt in zijn geheel naar boven gehaald.

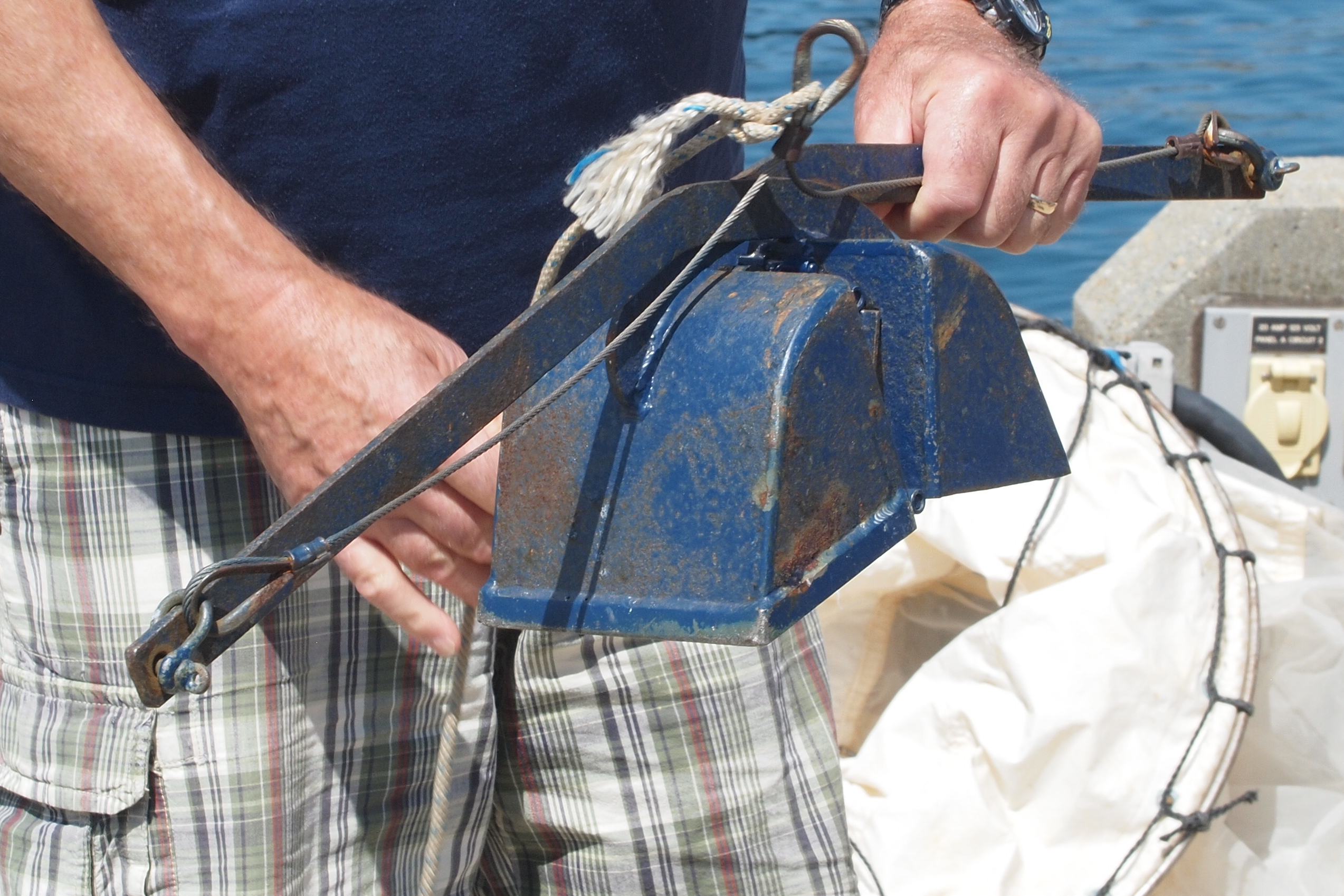
De Van Veengrijper in geblokkeerde toestand, klaar om te laten zakken naar de bodem
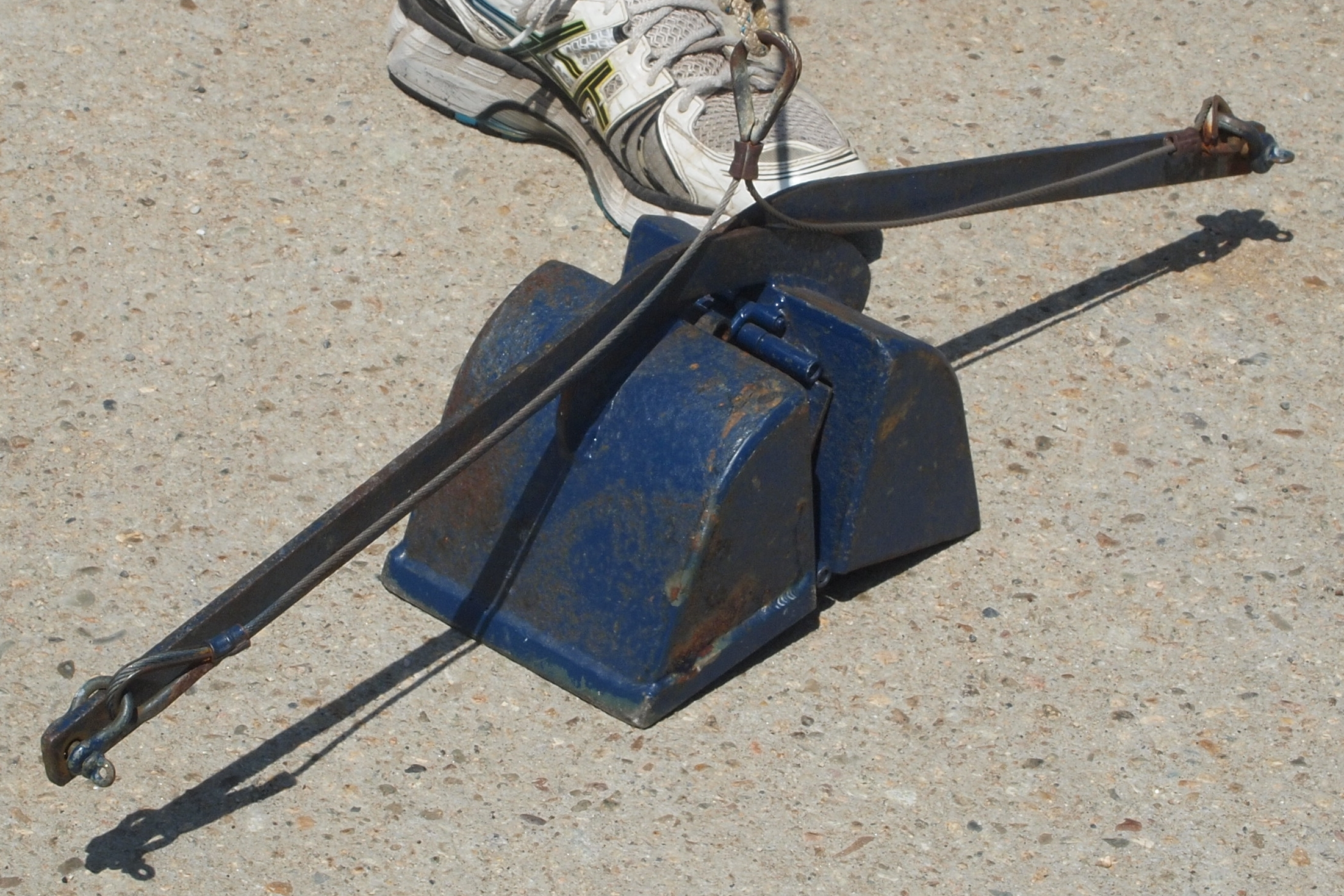
De blokkering is los, na het raken van de bodem. De grijper is gereed om sediment te happen
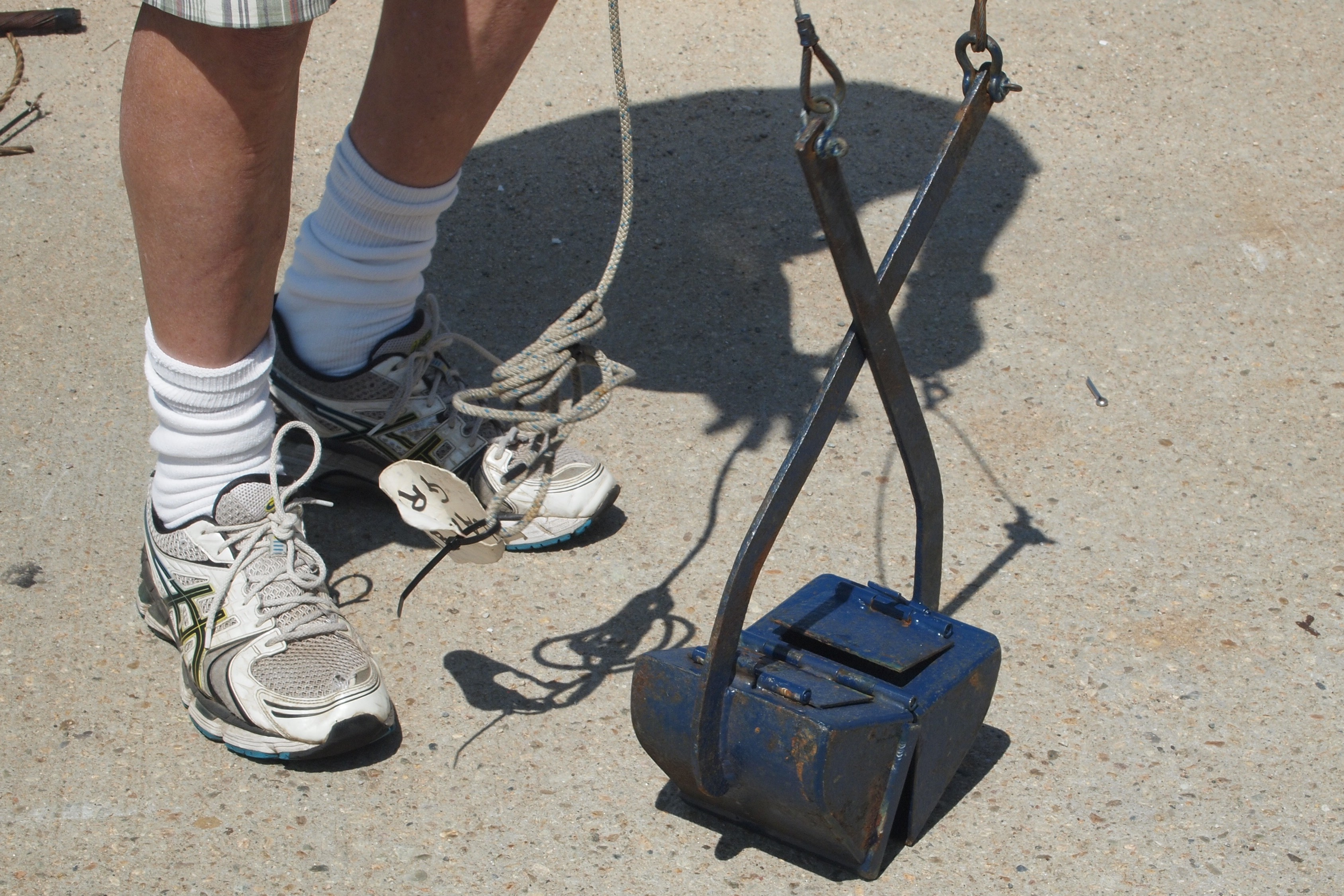
Als het instrument wordt opgehesen nadat de blokkering weg is, sluit de grijper en komt het sediment in de grijper.

Een drietal kleine technische veranderingen hebben geleid tot varianten met meer mechanische componenten.
- De Ekmangrijper sluit de grijper niet onmiddellijk als hij de grond raakt, maar een sluiten als een gewicht langs het touw naar beneden gelaten wordt. Dit gewicht ontspant een veer waardoor de grijper sluit en het monster genomen wordt.
- De Ponargrijper is heeft nog aanvullende veren die ontspannen als de bodem geraakt wordt. Dit kan een voordeel zijn bij hardere bodemtypen.
- De gewijzigde Younggrijper heeft een extra metalen frame om het geheel extra stabiliteit te geven